# Amphelictus brevidens
Amphelictus brevidens là một loài bọ cánh cứng trong họ Cerambycidae.